# NGC 1504
NGC 1504 (другие обозначения — MCG -2-11-8, NPM1G -09.0180, PGC 14336) — линзовидная галактика в созвездии Эридан. Открыта Ормондом Стоуном в 1885 году. Описание Дрейера: «очень тусклый, маленький объект круглой формы, более яркий в середине». Скорость удаления объекта от Млечного Пути составляет 9750 км/с, что практически совпадает со значением для NGC 1505. По всей видимости, эти галактики физически связаны и разделены на несколько сотен тысяч или несколько миллионов световых лет, а расстояние от них до Млечного Пути составляет около 440 миллионов световых лет. Диаметр самой галактики составляет 95 тысяч световых лет.
Этот объект входит в число перечисленных в оригинальной редакции «Нового общего каталога».